# Chiesa di Sant'Andrea (Brignano Gera d'Adda)
La chiesa di Sant'Andrea è un edificio di culto sconsacrato di Brignano Gera d'Adda, della provincia e della diocesi di Bergamo.
L'edificio religioso, il più antico della località, conserva parte della sua conformazione romanica e affreschi del XV secolo che richiamano lo stile pittorico del Maestro della Pala Sforzesca e di Bernardo Zenale.

## Storia
Un edificio di culto dedicato a sant'Andrea apostolo fu citato nel 1019 come capella quae est edificata infra castrum quod nominatur Briniano. Questo testimonierebbe la sua origine alto medioevale come cappella privata inserita in un maniero. Successivamente menzionata nel 1120 in una bolla pontificia.
Nel quattrocento la chiesa fu ampliata e aumentata di una campata, quella che in precedenza doveva essere il portico esterno. Nel 1630, durante la peste, la chiesa e i locali adiacenti furono adibiti a lazzeretto per il ricovero degli infetti. Purtroppo per disinfettare le pareti coperte dagli affreschi, questi furono scialbati. L'arco trionfale fu affrescato successivamente nel Seicento, così come l'abside. La costruzione di nuove chiese portò questa a essere abbandonata e sconsacrata nei primi anni del XIX secolo. Fu quindi venduta diventando un locale commerciale fino al 1908, quando fu acquistata dalla parrocchia. Da allora si susseguirono le ristrutturazioni con la rimozione delle parti ottocentesche per riportare alla luce agli antichi dipinti.
La chiesa viene aperta per le visite private.

## Descrizione

### Esterno
La chiesa, dal classico orientamento liturgico con abside a est, si trova ai margini del centro storico di Brignano Gera d'Adda in prossimità dell'antico borgo medioevale di Borgoratto. La facciata è anticipata dal porticato del XV secolo con tre aperture ad arco a tutto sesto, di cui quelle laterali chiuse da un muretto. Due colonne in laterizio reggono l'unico spiovente del tetto che necessita di restauro. La facciata vera e propria, ospita centralmente il piccolo l'ingresso completo di lunetta affrescata e due aperture ad arco laterali con contorno in laterizio. La parte, pur molto ammalorata, conserva tracce di affreschi e di capitelli originali.
La zona absidale esterna conserva tre monofore con contorno in mattoni completi di una piccola cornice che poggia su mensole. Questa parte particolarmente originale crea effetto a pettine.

### Interno
L'interno a unica navata, è diviso in quattro campate da due grandi archi a sesto acuti. Il soffitto è a travi in legno. Di particolare interesse è la zona presbiteriale che conserva cicli di affreschi di epoche differenti, ma che sono riconducibili alle opere lombarde dello Zanale e di Buitone.